# Vitellaria paradoxa
Vitellaria paradoxa is een kleine bladverliezende boom uit de familie Sapotaceae. Het is de enige Vitellaria-soort en is inheems in Afrika. De vruchten bevatten een olierijk zaadje waaruit sheabutter gewonnen wordt. Sheabutter is een plantaardig vet dat verwerkt wordt in margarine, cosmeticaproducten en zalven.

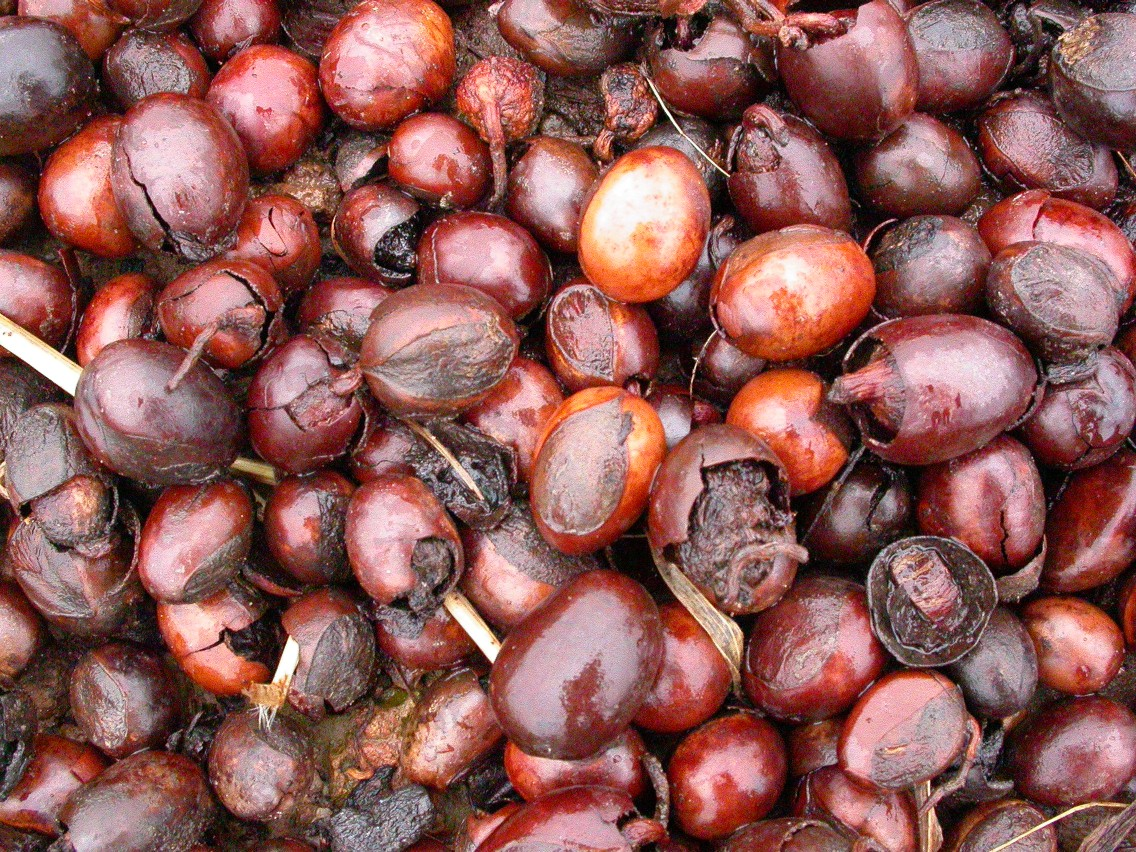
Vruchten

De boom bereikt een hoogte tussen de 7 en 15 meter, maar kan ook doorgroeien tot 25 meter. De stam kan een diameter van 2 meter bereiken. De boom heeft een kurkachtige schors, langwerpige bladeren en ellipsvormige vruchten. Deze vruchten zijn 4-5 centimeter lang met gewoonlijk een zaadje omgeven door vlezige pulp.
De soort groeit in droge savannes van Senegal in het westen tot in Soedan in het oosten en Oeganda in het zuiden. De soort staat op de Rode Lijst van de IUCN geklasseerd als 'kwetsbaar'.